# Laurera chapadensis
Laurera chapadensis är en lavart som beskrevs av Malme. Laurera chapadensis ingår i släktet Laurera och familjen Trypetheliaceae.   Inga underarter finns listade i Catalogue of Life.